# 凯米叶蝉属
凯米叶蝉属（学名：Keumiata）为叶蝉科的一个属。

## 下属物种
本属包括以下物种：
- 东方凯米叶蝉 Keumiata orientalis Qin & Dietrich, 2014